# حرکات لوله گوارش

نمایشی ساده و کلی از پریستالسی

حرکات لوله گوارشی یا پریستالسی (به انگلیسی: Peristalsis) به مجموعه جنبش‌ها و حرکت‌های موجود در طول لوله گوارشی از مری تا راست‌روده گفته می‌شوند که موجب پیش‌برد تمامی مواد بلعیده شده از راه دهان تا خروج آن از مقعد را شامل می‌گردد. پریستالسی همیشه پیش بَرنده است هرچند گاهی ممکن است به علت فشار بیش‌ازحد در معده، محتویات آن از درون بسمت دهان خارج شود.
Peristalsis یک انقباض و آرامش شعاعی متقارن است که به صورت موج در پایین لوله، در یک جهت متقاطع پخش می‌شود. در بیشتر دستگاه گوارش مانند دستگاه گوارش انسان، بافت عضله صاف به ترتیب دنبال می‌شود تا موج پریستالتیک تولید شود، که باعث می‌شود یک توده از مواد غذایی در طول دستگاه حرکت کند. حرکت پریستالتیک شامل آرامش عضلات صاف دایره ای، سپس انقباض آنها در پشت ماده جویده شده برای جلوگیری از حرکت به عقب، سپس انقباض طولی برای هل دادن آن به جلو است. کرمهای خاکی از مکانیسم مشابهی برای هدایت حرکت خود استفاده می‌کنند، و برخی از ماشین آلات مدرن از این طرح تقلید می‌کنند. این کلمه از زبان لاتین جدید آمده و از زبان یونانی "peristellein" گرفته شده‌است به معنی "برای پیچیدن به دور چیزی".

## انواع
دو نوع حرکت اصلی در لولهٔ گوارش به وجود می‌آید:
۱-حرکات قطعه قطعه کننده (موضعی)
نقش مخلوط کنندگی و ریزتر کردن مواد غذایی را بر عهده دارد.

### ۲-حرکات پیش برنده (دودی یا کرمی)
حرکات پیش برنده یا حرکات دودی ([«دود» در عربی یعنی «کِرم»]) موجب جلو راندن غذا در ط
ل لولهٔ گوارش با سرعت مناسب برای هضم و جذب می‌شوند.

## در مری
بعد از جویدن غذا به درون بولوس، بلعیده شده و از طریق مری جابجا می‌شود. عضلات صاف در پشت بولوس منقبض می‌شوند تا از بازگشت مجدد آن به داخل دهان جلوگیری شود. سپس موجهای ریتمیک و یک طرفه انقباضات کار می‌کنند تا سریع غذا را به معده وارد کند. migrating motor complex به ایجاد موج‌های پریستالتیک کمک می‌کند. این فرایند فقط در یک جهت کار می‌کند و تنها عملکرد مری آن انتقال مواد غذایی از دهان به معده است (MMC همچنین برای پاک کردن مواد غذایی باقی مانده در معده به روده کوچک و همچنین باقی مانده ذرات موجود در روده کوچک به داخل روده عمل می‌کند).

## در روده باریک
پس از پردازش و هضم معده، مایع نیم سلولی از طریق اسفنکتر پیلوریک به داخل روده کوچک فشرده می‌شود. با گذشت از معده، یک موج معمولی پریستالتیک تنها چند ثانیه طول می‌کشد و تنها با چند سانتی‌متر در ثانیه حرکت می‌کند. هدف اصلی آن مخلوط کردن کیموس در روده است نه حرکت آن به جلو در روده. از طریق این فرایند اختلاط و هضم مداوم و جذب مواد مغذی، کیموس به تدریج راه خود را از طریق روده کوچک به سمت روده بزرگ می‌یابد.

## در روده بزرگ
اگرچه روده بزرگ از نظر نوعی که روده کوچک از آن استفاده می‌کند، دارای حرکت پریستالسی است، اما نیروی محرک اولیه نیست. در عوض، انقباضات عمومی به نام حرکات توده ای یک تا سه بار در روز در روده بزرگ اتفاق می‌افتد و باعث می‌شود که کیموس (اکنون مدفوع) به سمت راست روده حرکت کند. حرکات دسته جمعی معمولاً توسط وعده‌های غذایی انجام می‌شود، زیرا وجود کیموس در معده و اثنی عشری آنها را برانگیخته می‌کند (رفلکس معده).

## اسپرم
در حین انزال، عضله صاف در دیواره‌های مجرای وابران دارای حرکت مشابه حرکات لوله گوارش است و اسپرم را از بیضه به پیشاب‌راه یا مجرای ادرار می‌کشاند.

## در کرم‌ها
کرم خاکی یک کرم حلقوی بدون مهره با اسکلت هیدرواستاتیک است که با استفاده از حرکت پریسالتیس حرکت می‌کند. اسکلت هیدرواستاتیک آن شامل یک حفره بدن پر از مایع است که توسط یک دیواره بدن قابل توسعه احاطه شده‌است. این کرم با محدود کردن شعاعی قسمت قدامی بدن خود حرکت می‌کند، و در نتیجه از طریق فشار هیدرواستاتیک افزایش طول می‌یابد. این منطقه منقسم به صورت خلفی در امتداد بدن کرم پخش می‌شود. در نتیجه، هر بخش به جلو گسترش می‌یابد، سپس شل شده و مجدداً با بستر تماس می‌گیرد، با موهای زائد مانند مو مانع از لغزش عقب می‌شود. سایر بی مهرگان، مانند کاترپیلارها و میلیپدها نیز با استفاده از نواحی اطراف بدن حرکت می‌کنند.